# Platysenta berinda
Platysenta berinda là một loài bướm đêm trong họ Noctuidae.